# Слепоглухонемой (рассказ)
«Слепоглухонемой» (англ. Deaf, Dumb, and Blind) — рассказ американского писателя Говарда Филлипса Лавкрафта, написанный в сотрудничестве с К. Эдди-младшим в 1924 году. Впервые опубликован в апрельском выпуске «Weird Tales» 1925 года. Вклад соавторов оценивается исследователями как примерно равный.

## Сюжет
28 июня 1924 года доктор Морхаус с тремя подопечными прибывает в старинную усадьбу Таннеров в Фенхеме (англ. Fenham), где живет Ричард Блейк и его слуга Доббс, который звал на помощь. Блейк был поэтом, который вернулся с войны глухим, немым и слепым. При одной мысли о том, что скрывается в стенах дома, каждый из четверых мужчин испытывал смутный страх. Этот проклятый дом построил еще Симеон Таннер в 1747 году, после того как в 1692 году в Салеме был казнен его предок за колдовство. Одной зимней ночью в 1819 году Симеона обнаружили мертвым с застывшей на лице жуткой гримасой, когда вся комната была заполнена дымом, а на его голове выросли два костных нароста. Тогда дед доктора Морхауса участвовал в сожжении его тела в 1819 году вместе со всеми книгами и рукописями.
Мужчины входят в дом и слышат звук печатной машинки, который сразу же прервался. Вдоль стен стоят стеллажи с книгами, содержание которых слуга передавал Блейку с помощью языка прикосновений. Также там были толстенные брайлевские тома, которые Блейк читал сам кончиками чувствительных пальцев. Ричарда Блейка обнаружили мертвым в кресле за печатной машинкой, с ужасной гримасой. Доктор заключает, что смерть наступила по меньшей мере за полчаса назад, однако все слышали звук печатной машинки. Видимо, все страницы разбросанные по полу были напечатаны раньше и только последняя только что, миг назад. Морхаус вызвал шерифа Фенхэма и окружного медэксперта из Бэйборо, а сам будучи уверенным в беспомощности органов власти перед потусторонним, не мог сдержать иронической усмешки, когда отъезжал от особняка, прихватив записи блейка.

После прочтения записей Морхаус купил усадьбу Таннера и взорвал её, а все деревья на болоте вырубил. Доктор так и не рассказал этой тайны, унеся ее в могилу. Текст записей сохранил и передал Флойд Морхаус, сын доктора. В нем Блейк писал, что дом задрожал, а из глубины подвала появился едкий запах горелой плоти. Блейк почувствовал, что рядом с ним стоит воплощение зла. Внезапно к нему вернулся слух, однако он стал слышать не звуки, а мысли рептилий и насекомых вокруг, которые нашептывали ему бесовские тексты. Некто вцепился ему в горло призрачными пальцами. Умирая Блейк писал про тьму чистилища:  
Ледяные пальцы увлекают меня в мерзкий водоворот порока… они неумолимо тянут меня в клоаку вечного зла… пальцы смерти тесно смыкаются на моем горле — дыхание прерывается и незрячие глаза вылезают из орбит от дикой боли... раскаленные иглы впиваются в виски... твердые костяные наросты, похожие на рога... студеное дыхание давно умершего существа касается моих воспаленных губ и обжигает горящее горло холодным пламенем... Стало темно... но тьма эта непохожа на мрак слепоты, в котором я прожил последние годы... непроглядная тьма вечной ночи, исполненной греха... чернильная тьма чистилища... Я вижу, уповаю на тебя Христос, это конец...

## Персонажи
Доктор Арло Морхаус (англ. Dr. Arlo Morhaus) — профессиональный врач,  все тридцать с лишним лет своей деятельности твердо держался того правила, что от медицинских экспертов нельзя утаивать никакие факты. 
Ричард Блейк (англ. Richard Blake) — гениальный поэт из Бостона, который, пройдя через пекло войны с обостренными до предела чувствами и обнаженными нервами, вернулся в своем теперешнем состоянии: по-прежнему жизнерадостным, хотя и полупарализованным, по-прежнему слагающим песни в многозвучном, многокрасочном царстве своей буйной фантазии, хотя и полностью отгороженным от внешнего мира глухотой, немотой и слепотой! Блейк всегда приходил в восторг от странных преданий и зловещих слухов, связанных с домом Таннера и прежними его обитателями. Подобные жуткие истории и темные недомолвки давали воображению богатую пищу. Жил в доме со слугой Доббсом (англ. Dobbs).
Симеон Таннер (англ. Simeon Tanner) — потомственный колдун из семьи Таннера, которого сожгли на Висельном холме во время Салемского процесса 1962 года. Построил усадьбу Таннеров в 1747 году. Был убит зимней ночью в 1819 году, когда из печной трубы повалил омерзительно вонючий дым. Его труп обнаружили с застывшей на лице жуткой гримасой, а на его голове были два костных нароста — эти детали похожи на рассказ «Неименуемое». 
Черный призрак (англ. Dark Ghost) — воплощение зла, незримый призрак с рогами, окутанный чернильной тьмой и обжигающий холодом. Его призвал колдун Симеон Таннер, а после был им же убит. Описание похоже на существо в рассказе «Неименуемое». Название Черный призрак более похоже на существо из рассказа «Загадочный дом на туманном утёсе».    

## Вдохновение
Повествование ведется от лица Ричарда Блейка, а в финале Лавкрафт использует стиль его записок. В этом дневнике Блейк пишет, что узнал о каком-то безымянном присутствии в доме, и ощущает поток холодного воздуха.

Персонаж Морхаус посчитал, что последняя часть записей была напечатана не Блейком. В письме Августу Дерлету Эдди сообщает: 
«[Г.Ф.Л.] был недоволен тем, что я переработал записи, найденные в пишущей машинке в заключительном абзаце, которые, кажется, были напечатаны его преследователем. После нескольких обсуждений по этому поводу и нескольких попыток с моей стороны отдать им должное, он наконец согласился переписать последний абзац». 
Похоже, что это предполагает, что, возможно и не намеренно, Лавкрафт изменил только последний абзац; скорее же всего весь черновик Эдди был переработан. Описание восставшего мертвеца с рогами и упоминание Христа — является кране необычным для Лавкрафта.
С. Т. Джоши пишет, что «Слепоглухонемой» написан Эдди-младшим, под редакцией Лавкрафта, который выступал в качестве наемного автора, и внес лишь небольшие правки в работу Эдди. Вопрос причастности Лавкрафта остается спорным.
Финал похож на рассказ «Музыка Эриха Цанна», где музыкант умер составляя предсмертную записку, но его тело продолжило играть музыку; либо на «Показания Рэндольфа Картера», где некое существо сообщает о своем присутствии, говоря нечеловеческим голосом по телефону. В «Ужас Данвича» фермер Симеон Таннер «забил окна юго-восточной комнаты, которая выходила на болото», а также предполагается, что он держал в подвале какое-то существо. Тем не менее, в рассказе «Обитающий во Тьме» Лавкрафт будет использовать похожую концовку.
События происходят в Фенхеме, а не Акхемен (в «Стране Лавкрафта»). В Великобритании существует город с названием Фенхем.
Фраза «дьявольские пальцы, неумолимо тянущие меня в клоаку вечного зла…», вероятно, повторяет слова из мифологии Древнего Египта.